# Maurizio Bettini
Maurizio Bettini (Bressanone, 24 luglio 1947) è un filologo classico, latinista e antropologo italiano.
Classicista e scrittore, ha insegnato fino al 2017 Filologia classica, prima nella Facoltà di Lettere e Filosofia e quindi nel Dipartimento di Filologia e critica delle letterature antiche e moderne dell'Università di Siena, dove ha fondato il centro «Antropologia del Mondo antico». Dal 1992 ha tenuto regolarmente seminari presso il Department of Classics dell'Università della California (Berkeley). 

## Biografia

### Carriera accademica
Nato il 24 luglio 1947 a Bressanone (BZ), cresce a Livorno e si forma a Pisa. Si laurea nel 1970, sotto il magistero del filologo e latinista Marino Barchiesi, all'Università di Pisa, con una tesi intitolata Grecismo e neoformazione come aspetti della creatività di Plauto. È assistente di ruolo nel 1974 presso la medesima università, dove l'anno successivo diviene professore incaricato di Grammatica greca e latina.
Sotto la supervisione del filologo tedesco Viktor Pöschl, lavora a una ricerca su Ennio all'Università Ruprecht Karl di Heidelberg, poi pubblicata in Studi e note su Ennio (Pisa, Giardini, 1979). Nel 1981 lascia Pisa per assumere il ruolo di professore straordinario di Letteratura latina presso l'Università "Ca' Foscari" di Venezia, incarico che mantiene fino al 1985, quando diviene professore ordinario di Filologia greca e latina all'Università di Siena. Termina l'insegnamento universitario nel 2017.
Fellow nel 1985 del Center for Renaissance Studies dell'Università Harvard (Villa i Tatti a Firenze), tiene i seminari Petrarch and the History of Art e The Portrait of the Lover, che saranno in seguito pubblicati in Italia, col titolo Il ritratto dell'amante (Torino, Einaudi, 1992; ristampa 2008), e negli Stati Uniti col titolo The Portrait of the Lover (traduzione di L. Gibbs, Berkeley-Los Angeles, University of California Press, 1999), infine in Francia col titolo Le portrait de l'amant(e) (traduzione di G. Bouffartigue, Paris, Belin, 2011).
Dal 2018 è professore emerito dell'Università degli Studi di Siena.

### Centro Antropologia del Mondo Antico
Nel 1986 fonda il centro interdipartimentale di studi antropologici sulla cultura antica dell'Università di Siena, meglio conosciuto come AMA (Antropologia del Mondo Antico), che tutt'oggi dirige. Il centro si propone di promuovere la collaborazione scientifica tra studiosi dell'antichità classica e antropologi, e di sviluppare tra queste due discipline una prospettiva di ricerca comune che metta in evidenza gli aspetti di continuità ed evoluzione culturale fra l'antico e il moderno.
Temi privilegiati di ricerca sono lo studio del mito come categoria narrativa fondamentale della cultura, la vita quotidiana, l'iconografia e l'iconologia in prospettiva antropologica, la storia della fortuna della cultura classica e la ripresa in chiave moderna di testi classici. Il centro mantiene relazioni e collaborazioni internazionali con il Centre ANHIMA di Parigi, il Department of Classics della Università della California - Berkeley, la Divinity School di Chicago, il Laboratoire d'Anthropologie Sociale di Parigi e l'Università di Lilla 3, insieme ai quali stabilisce legami di cooperazione scientifica e dottorati esteri.
Dal 2020 è diventato un centro interuniversitario, al quale, oltre al Dipartimento di "Filologia e Critica delle Letterature antiche e moderne" dell'Università degli studi di Siena, aderiscono il Dipartimento di “Diritto, Economia, Management e Metodi Quantitativi” dell'Università degli Studi del Sannio di Benevento, il Dipartimento di “Studi Umanistici” dell'Università per Stranieri di Siena e i Dipartimenti di “Studi Letterari Filologici e Linguistici” e di “Beni culturali e Ambientali” dell'Università degli Studi di Milano. 

### L'opera filologica e antropologica
L'approccio filologico ed ermeneutico di Maurizio Bettini alla cultura classica costituisce un'innovazione negli studi di genere, soprattutto per quello che riguarda la cultura romana. Le sue ricerche fanno ricorso ai metodi della filologia classica e della linguistica storica, capaci di garantire una via d'accesso corretta al patrimonio culturale del mondo antico. Tuttavia il suo principale punto di riferimento teorico è costituito dagli studi di Émile Benveniste e Claude Lévi-Strauss, dall'impostazione della scuola de Les Annales e dall'esperienza parigina (Jean-Pierre Vernant e Marcel Detienne) nel campo dell'antropologia del mondo greco. Tali ricerche permettono di ricostruire paradigmi culturali della classicità attraverso indagini tematiche o emblematiche, e sfociano nella disciplina dell'Antropologia del Mondo Antico, di cui il centro omonimo (AMA) è un'importante espressione a livello internazionale.
Testimoniano tale attività interpretativa e comparatista testi di riferimento quali Antropologia e cultura Romana (Roma, La nuova Italia Scientifica 1986; edizione americana: Anthropology and Roman Culture, traduzione di J. Van Sickle, Baltimore, Johns Hopkins University Press 1991), Nascere. Storie di donne, donnole, madri ed eroi (Torino, Einaudi 1998; traduzione inglese di L. Gibbs and E. Eisenach, Women and Weasels: Mythologies of Birth in Ancient Greece and Rome, Chicago University Press 2013) e Le orecchie di Hermes. Studi di antropologia e letterature classiche (Torino, Einaudi 2000; traduzione inglese di W. M. Short, The Ears of Hermes. Communication, Images, and Identity in the Classical World, Ohio University Press 2011).

### Altre attività
Cura la serie «Mythologica» presso Einaudi e collabora con la pagina culturale de la Repubblica. Ha condotto tre cicli di puntate della trasmissione di Radio Rai 2 Alle otto della sera dal titolo C’era una volta il mito, Sussurri di Hermes, Io sono l'altro.

## Opere

### Saggistica
- Studi e note su Ennio, Pisa, Giardini, 1979.
- Il bizantino, Roma, Istituti Editoriali e Poligrafici, 1981.
- Antropologia e cultura Romana. Parentela, tempo, immagini dell'anima, Roma, La Nuova Italia Scientifica, 1986. 
  - traduzione inglese di J. Van Sickle, Anthropology and Roman Culture, Baltimore, Johns Hopkins University Press, 1991.
- Verso un'antropologia dell'intreccio e altri studi su Plauto, Urbino, QuattroVenti, 1991.
- Pupa. La bambola nella cultura greca e romana, Urbino, Quattroventi, 1992.
- Il ritratto dell'amante, Torino, Einaudi, 1992 e 2008. 
  - traduzione inglese di L. Gibbs, The Portrait of the Lover, Berkeley-Los Angeles, University of California Press, 1999.
  - traduzione francese di G. Bouffartigue, Le portrait de l'amant(e), Paris, Belin, 2012.
- Familie und Verwandschaft in Rom, München, Campus Verlag, 1992.
- I classici nell'età dell'indiscrezione, Torino, Einaudi, 1994. 
  - traduzione inglese di J. McManamon, a cura di R. Langlands, Classical Indiscretions, London, Duckworth, 2001.
- Nascere. Storie di donne, donnole, madri ed eroi, Torino, Einaudi, 1998{\displaystyle ^{1}} [Premio Isola d’Elba 1998], 2018{\displaystyle ^{2}}. 
  - traduzione inglese di L. Gibbs, E. Eisenach, Women and Weasels: Mythologies of Birth in Ancient Greece and Rome, Chicago,  Chicago University Press, 2013.
- Francesco Petrarca sulle arti figurative. Tra Plinio e S. Agostino, Livorno, Sillabe, 2000.
- Le orecchie di Hermes. Studi di antropologia e letterature classiche, Torino, Einaudi, 2000. 
  - traduzione inglese di W. M. Short, The Ears of Hermes. Communication, Images and Identity in the Classical World, Ohio University Press, 2011.
- con Omar Calabrese, BizzarraMente. Eccentrici e stravaganti dal mondo antico alla modernità, Milano, Feltrinelli, 2002.
- con Carlo Brillante, Il mito di Elena. Immagini e racconti dalla Grecia a oggi, Torino, Einaudi, 2002. 
  - traduzione spagnola di Fátima Díez Platas, El mito de Helena. Imágines y relatos de Grecia en nuestros días, Madrid, Akal, 2008.
  - traduzione francese di C. Puzadoux, Le mythe d'Helène, Paris, Belin, 2010.
- con Ezio Pellizer, Il mito di Narciso. Immagini e racconti dalla Grecia a oggi, Torino, Einaudi, 2003. 
  - traduzione francese di J. Bouffartigue, Le mythe de Narcisse, Paris, Belin, 2010.
- con Giulio Guidorizzi, Il mito di Edipo. Immagini e racconti dalla Grecia a oggi, Torino, Einaudi, 2004. 
  - traduzione spagnola di M. A. Castiñeiros González, El mito de Edipo. Imágines y relatos de Grecia a nuestros días, Madrid, Akal, 2008.
  - traduzione francese di V. Jolivet, Le mythe d'Oedipe, Paris, Belin, 2010.
- con Luigi Spina, Il mito delle sirene, Torino, Einaudi, 2007. 
  - traduzione francese di J. Bouffartigue, Le mythe des Syrènes, Paris, Belin, 2010.
- C'era una volta il mito, Palermo, Sellerio, 2007.
- Voci. Antropologia sonora del mondo antico, Torino, Einaudi, 2008; Roma, Carocci, 2018.
- Affari di famiglia. La parentela nella cultura e nella letteratura antica, Bologna, il Mulino, 2009.
- Alle porte dei sogni, Palermo, Sellerio, 2009.
- (con Cristiana Franco), Il Mito di Circe. Immagini e racconti dalla Grecia a oggi, Torino, Einaudi, 2010.
- Contro le radici. Tradizione, identità, memoria, Bologna, il Mulino, 2012.
- Vertere. Un'antropologia della traduzione nella cultura antica, Torino, Einaudi, 2012.
- (con Alessandro Barbero), Straniero. L'invasore, l'esule, l'altro, Roma, Encyclomedia Publishers, 2012.
- Je suis l'autre? Sur les traces du double dans la culture ancienne, Paris, Belin, 2012.
- con Mario Lentano, Il mito di Enea. Immagini e racconti dalla Grecia a oggi, Collana Saggi, Torino, Einaudi, 2013, ISBN 978-88-06-20059-6.
- Elogio del politeismo. Quello che possiamo imparare dalle religioni antiche, Bologna, il Mulino, 2014.
- con Silvia Romani, Il mito di Arianna. Immagini e racconti dalla Grecia a oggi, Collana Saggi, Torino, Einaudi, 2015, ISBN 978-88-06-20999-5.
- Dèi e uomini nella città. Antropologia, religione e cultura nella Roma antica, Roma, Carocci, 2015.
- Il grande racconto dei miti classici, Bologna, il Mulino, 2015.
- Il dio elegante. Vertumno e la religione romana, Collana Piccola Biblioteca.Nuova Serie, Torino, Einaudi, 2015, ISBN 978-88-06-22021-1.
- Radici. Tradizioni, identità, memoria, Bologna, il Mulino, 2016.
- A che servono i Greci e i Romani?, Collana Vele, Torino, Einaudi, 2017, ISBN 978-88-06-23323-5.
- Il mito e la colpa: il caso di Edipo, Una Città, 2017.
- Viaggio nella terra dei sogni, Bologna, il Mulino, 2017.
- Miti di fondazione, C&P Adver Effigi, 2017.
- con Giuseppe Pucci, Il mito di Medea. Immagini e racconti dalla Grecia a oggi, Collana Saggi, Torino, Einaudi, 2017, ISBN 978-88-06-23055-5.
- Il mito. Discorso autorevole o racconto screditato?, Bologna, il Mulino, 2018.
- Il presepio. Antropologia e storia della cultura, Torino, Einaudi, 2018.
- Dai Romani a noi. Conversazione con Francesca Prescendi e Daniele Morresi, Bologna, il Mulino, 2019.
- Homo sum. Essere «umani» nel mondo antico, Collana Vele, Torino, Einaudi, 2019, ISBN 978-88-06-24088-2.
- con Massimo Raveri e Francesco Remotti, Ridere degli dèi, ridere con gli dèi, Collana Saggi, Bologna, Il Mulino, 2020, ISBN 978-88-152-8600-0.
- Hai sbagliato foresta. Il furore dell'identità, Collana Intersezioni, Bologna, il Mulino, 2020, ISBN 978-88-152-8635-2.
- Uccisori di bambine o prenditori di donne? Una legge di Romolo e la memoria culturale romana, Collana Conferenze dell'Unione, Arbor Sapientiae Editore, 2021, ISBN 978-88-313-4164-6.
- La lussuria è una lepre bisessuale. Mostri, marionette e luoghi fantastici, illustrazioni di Pablo Echaurren, Mauvais Livres, 2021, ISBN 979-128-02-6402-2.
- Roma, città della parola. Oralità Memoria Diritto Religione Poesia, Collana Saggi, Torino, Einaudi, 2022, ISBN 978-88-062-4887-1.

### Narrativa
- Con i libri, Torino, Einaudi, 1996.
- In fondo al cuore, Eccellenza, Torino, Einaudi, 2001.
- Le coccinelle di Redùn, Torino, Einaudi, 2004. [Premio Mondello 2004]
- Autentico assassinio, Roma, Nottetempo, 2007.
- Per vedere se, Genova, Il Nuovo Melangolo, 2011.
- Con l'obbligo di Sanremo, Torino, Einaudi, 2013.

### Traduzioni
- Plauto, Mostellaria e Persa, trad. e note a cura di M. Bettini, Milano, Mondadori, 1981.
- Il Vangelo di Marco, traduzione di M. Bettini, in I Vangeli, Verona, Stamperia Valdonega, 2000.

### Curatele
- La maschera, il doppio e il ritratto, Bari, Laterza, 1991.
- Lo straniero, ovvero l'identità culturale a confronto, Bari, Laterza, 1992.
- Maschile / femminile. Genere e ruoli nella cultura antica, Bari, Laterza, 1993.
- Letteratura latina: storia letteraria e antropologia romana, 3 volumi, Firenze, La nuova Italia, 1995.
  - poi Limina, 4 volumi, Firenze, La nuova Italia, 2003.
  - poi Nemora, 3 volumi, Firenze, La nuova Italia, 2006.
- I signori della memoria e dell'oblio, Firenze, La Nuova Italia, 1996.
- La Grammatica latina, 3 volumi, Firenze, La Nuova Italia, 1998.
- Mythologica. Dèi, eroi, passioni, Milano, Electa, 2019, ISBN 978-88-918-2404-2.
- Il sapere mitico. Un'antropologia del mondo antico, Collana Piccola Biblioteca. Big, Torino, Einaudi, 2021, ISBN 978-88-062-4960-1.
- Romolo. La citta, la legge, l'inclusione, Bologna, Il Mulino, 2022, ISBN 978-88-152-9555-2.

### Libri scolastici
- Limina, letteratura e antropologia di Roma antica, Milano, RCS Libri, 2005.
- Tempo e racconto, 2 volumi, Milano, Bruno Mondadori.
- La cultura latina e autori latini, Firenze, La Nuova Italia.
- Togata gens, Firenze, La Nuova Italia.
- Cultura e letteratura a Roma, con G. Chiarini e A. Fo, Firenze, La Nuova Italia, 1996.
- Sulle spalle dei giganti, Milano, Bruno Mondadori.
- con Licia Ferro, Mythos, Palermo, Palumbo.
- Lontani vicini, con Mario Lentano e Donatella Puliga, Edizioni Scolastiche Bruno Mondadori, 2019
- Le parole del mito, con Licia Ferro, Palermo, Palumbo.
- Mercurius - Letteratura e lingua latina, 3 volumi, Rizzoli Education.